# 三井不動産レジデンシャルリース
三井不動産レジデンシャルリース株式会社（みついふどうさんレジデンシャルリース、Mitsui Fudosan Residential Lease Co.,Ltd.）は、三井不動産グループの賃貸住宅運営管理会社である。三井不動産の完全子会社だったが、現在は2005年に設立された三井不動産レジデンシャルの完全子会社（三井不動産の孫会社）となっている。親会社とは別個に三井グループによって設立された公益財団法人・三井文庫の賛助会社となっている。

## 沿革
- 1986年4月　株式会社エム・エフ・リース設立[3]。
- 1995年4月　三井不動産住宅リースへ商号変更[3]。
- 2016年4月　三井不動産レジデンシャルリースへ商号変更[3]。

## 主な管理物件
- パークタワー芝浦ベイワードアーバンウイング
- レフィナード南麻布
- 東京ミッドタウンレジデンシィズ[4]
- 芝浦アイランド エアタワー
- パークアクシス 青山一丁目タワー
- 赤坂 ザ レジデンス
- White Tower Hamamatsucho
- 恵比寿ガーデンテラス弐番館[4]
- 青山パーク・タワー
- パークアクシス渋谷桜丘
- MY TOWER RESIDENCE
- リバーポイントタワー[4]
- パークアクシス日本橋ステージ
- パークアクシス御茶ノ水ステージ
- ROKA TERRAZZA
- ガーデニエール砧WEST[4]
- ヒルトップハウス池尻
- MFPR目黒タワー
- ユニゾンタワー
- パークアクシス辰巳ステージ
- パークアクシス豊洲
- パークアクシス元浅草ステージ
- パークシティ柏の葉キャンパス　ザ・ゲートタワーウエスト